# IKN Larnacas
L' IKN Larnacas est un club de handball situé à Larnaca en Chypre.

## Historiques
- ? : Fondation du club